# Boys & Girls (Alabama Shakes)
Boys & Girls è il primo album discografico del gruppo musicale statunitense Alabama Shakes, pubblicato nel 2012.

## Tracce
1. Hold On – 3:46
2. I Found You – 2:59
3. Hang Loose – 2:24
4. Rise to the Sun – 3:08
5. You Ain't Alone – 4:44
6. Goin' to the Party – 1:45
7. Heartbreaker – 3:47
8. Boys & Girls – 3:25
9. Be Mine – 4:14
10. I Ain't the Same – 2:55
11. On Your Way – 3:05

## Gruppo
- Brittany Howard – voce, chitarra, piano, percussioni
- Heath Fogg – chitarra, percussioni, cori
- Zac Cockrell – basso, chitarra, cori
- Steve Johnson – batteria, percussioni, cori

## Classifiche
| Classifiche (2012-2013)             | Posizione raggiunta |
| ----------------------------------- | ------------------- |
| Ultratop (Belgio-Fiandre)           | 4                   |
| MegaCharts (Paesi Bassi)            | 10                  |
| Irish Albums Chart (Irlanda)        | 5                   |
| Official Albums Chart (Regno Unito) | 3                   |
| Billboard 200 (Stati Uniti)         | 6                   |